# Lothar Woerner
Lothar Woerner (* 5. Oktober 1930 in Stuttgart; † 23. September 2000) war ein deutscher Jurist und von 1971 bis 1995 Richter am Bundesfinanzhof (BFH), von 1986 bis 1995 als Vorsitzender Richter.

## Leben
Lothar Woerner wurde als Sohn des Amtsanwalts Alfred Woerner und dessen Ehefrau Paula, geb. Wacker, in Stuttgart geboren. Er studierte Rechts- und Staatswissenschaften in Tübingen und München und wurde 1958 an der Eberhard Karls Universität Tübingen mit der bis heute bedeutsamen Arbeit Täterschaft und Teilnahme beim unechten Unterlassungsdelikt zum Dr. iur. promoviert. 1958 trat er in die Finanzverwaltung von Baden-Württemberg ein. 1962 war er wissenschaftlicher Mitarbeiter am BFH. 1966 wechselte er an das Finanzgericht Stuttgart.
1971 wurde er zum Richter am Bundesfinanzhof ernannt und war im I. Senat (Ertragsteuern der Personengesellschaften und Körperschaften) tätig. Mit Ernennung zum Vorsitzenden Richter 1985 übernahm er die Leitung des neu errichteten X. Senat (Einzelgewerbetreibende, Rentenbesteuerung). 1995 ging er in den Ruhestand.
Woerner hat insbesondere die deutsche Steuergesetzgebung entscheidend geprägt. Er wurde mit dem Großen Verdienstkreuz des Verdienstordens der Bundesrepublik Deutschland ausgezeichnet.
Er war Mitglied der katholischen Studentenverbindung AV Guestfalia Tübingen im CV.